# Åsa Rosén

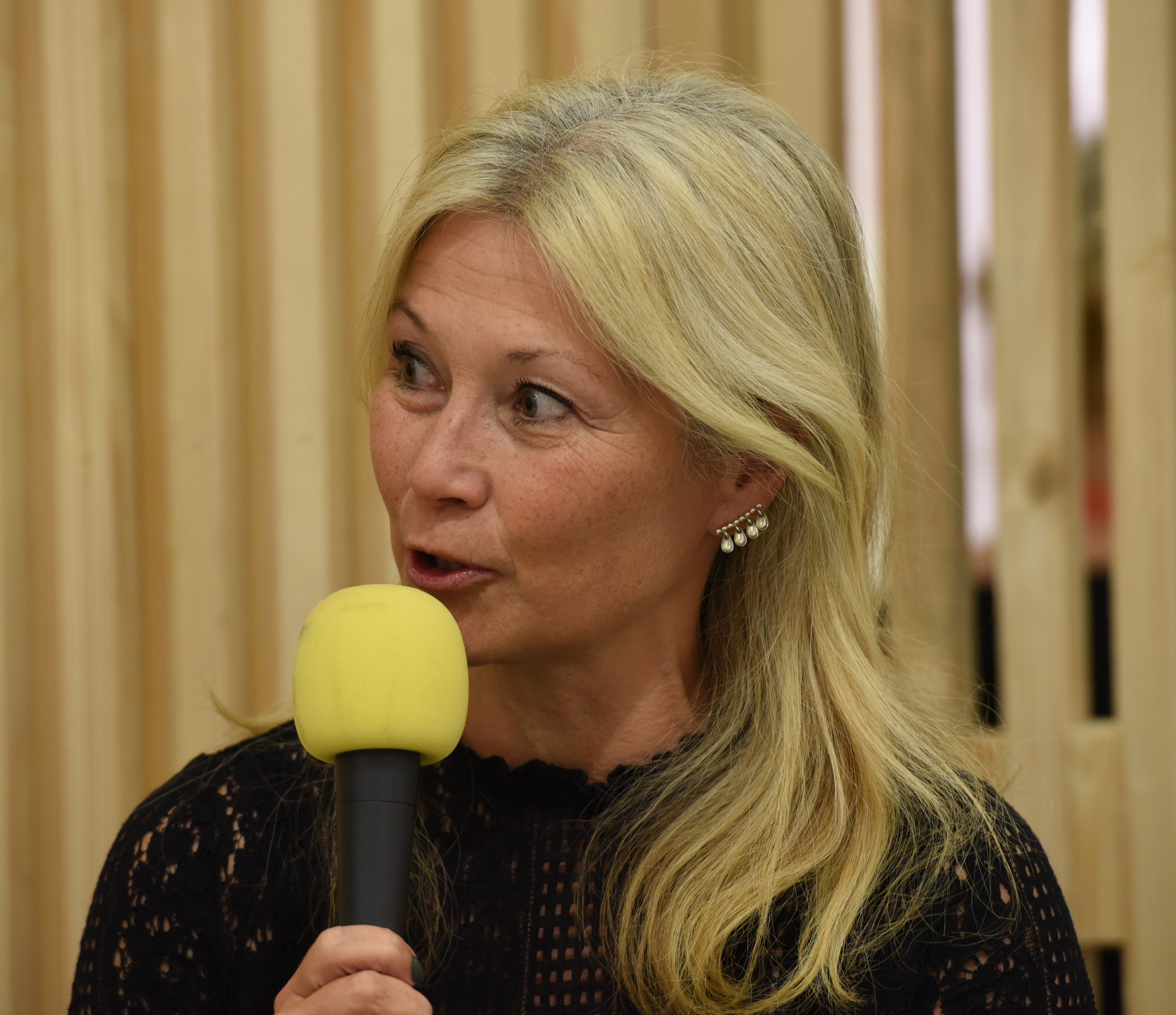
Åsa Rosén på Bokmässan i Göteborg 2022.

Åsa Rosén, född 1967 i Övertorneå, Sverige, är en svensk illustratör och barnboksförfattare. Hon debuterade 2013 med boken Cirkus Caramba – Eldslukar-mysteriet, och har sedan dess skrivit ytterligare två böcker i samma serie. Dessutom har hon illustrerat böcker av bland andra Kerstin Lundberg Hahn.